# Colors (clubkleuren)

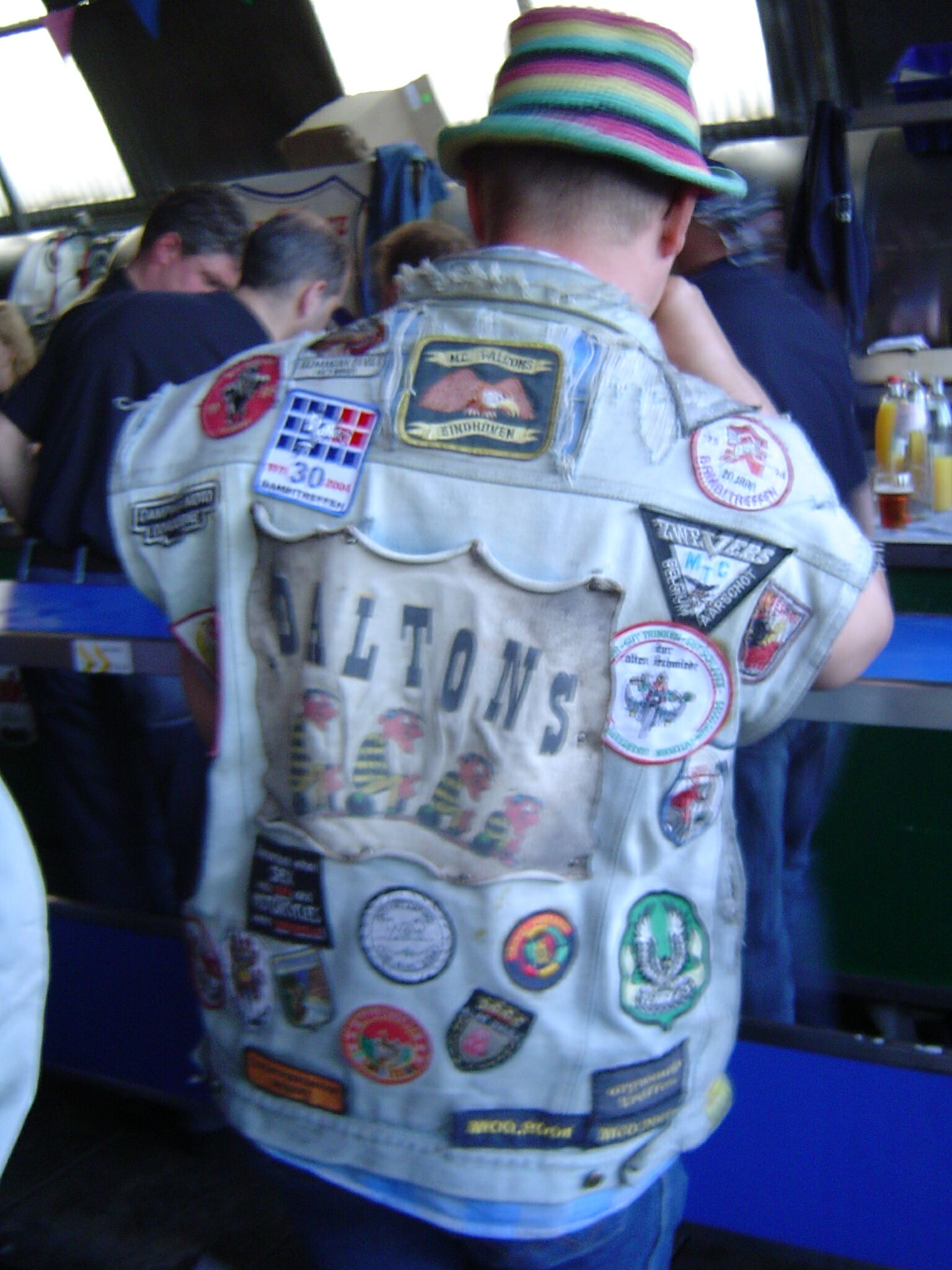
De colors van motorclub De Daltons uit Heeze

"Colors" (of colours) staat voor de clubkleuren van een motorclub. Meestal worden de rugemblemen van de motorclub bedoeld. Bekend is dat van de Hells Angels MC. 
Colors kunnen echter ook persoonlijk zijn, zonder clubembleem.